# المحلة (بني وائل)

تعديل مصدري - تعديل

المحلة محلة تابعة لقرية المقابل، التابعة لعزلة بني وائل بمديرية حزم العدين إحدى مديريات محافظة إب في الجمهورية اليمنية، بلغ تعداد سكانها 48 حسب تعداد اليمن لعام 2004.